# Edificio del Banco de España (Bilbao)

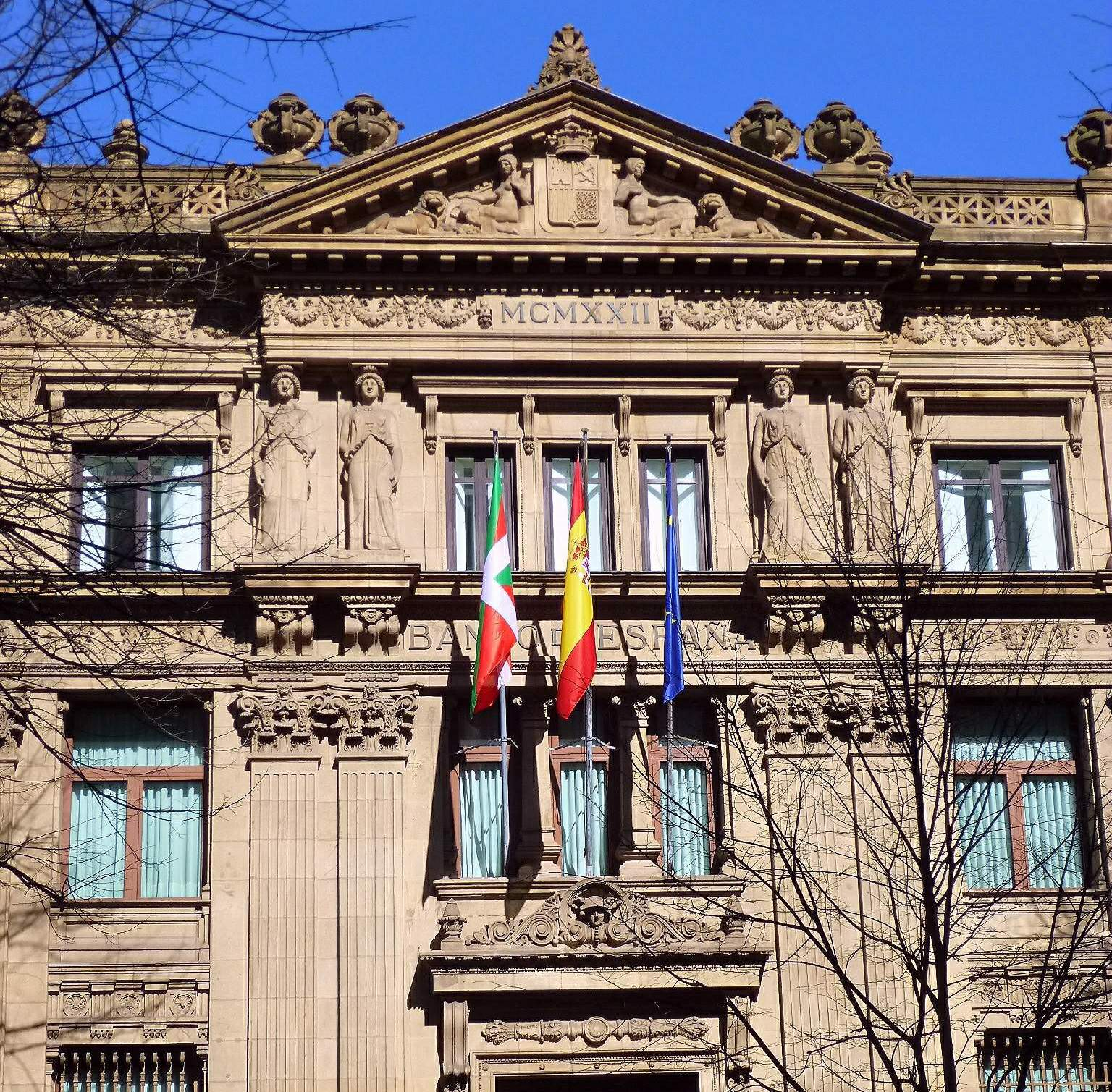
Detalle de la fachada de la puerta principal de entrada.

La sucursal del Banco de España en Bilbao es un edificio neoclásico construido en 1923 por el arquitecto español Julián Apráiz en 1923.

## Antecedentes
El 30 de noviembre de 1874, ocho meses después de obtener el monopolio de emisión de billetes en todo el territorio nacional, se instala el Banco de España en Bilbao. El Banco de Bilbao, que hasta entonces era el banco de emisión, se convierte en banco comercial. 
La primera sucursal tiene su sede en la calle de Bidebarrieta, siendo su primer director D. Narciso Díaz. Entre 1883 y 1923 el Banco de España se encuentra en la calle del Matadero (luego llamada calle Banco de España por petición vecinal), en una nueva sede proyectada por el arquitecto Sabino de Goicoechea.

## Sede actual
El actual edificio de la Sucursal de Bilbao es una construcción de cuatro plantas y sótano, proyecto del arquitecto Julián Apráiz. Para la decoración de la fachada principal, siguiendo el orden corintio con cariátides y presidida por la imagen de Mercurio, se cuenta con la colaboración del escultor José Riu Domingo. Riu realizó la labra sobre arenisca de Fontecha, contando con la colaboración de Doroteo Mora. La puerta de hierro la firmó Torrás en 1922. 
La completan alegorías de la industria y el comercio, alusiones a la abundancia entre las garras de los leones, jarrones, bucráneos, medallones, guirnaldas, discos y metopas decoradas. La gran vidriera del patio de operaciones la realizó al Casa Maumejean (fue restaurada en 1998). Durante su historia, el edificio ha sufrido diversas reformas. Entre 1955 y 1956 la sucursal fue redecorada por Yarnoz dotando al patio de operaciones de una mayor riqueza de materiales, que sin embargo desvirtuó el planteamiento original.